# Земляничный (Ульяновская область)
Земляни́чный — посёлок в Барышском районе Ульяновской области. Административный центр Земляничненского сельского поселения .

## География
Находится у юго-западной окраины районного центра города Барыш.

## История
Основан в 1976 году. До этой даты представлял собой усадьбу Барышского плодопитомнического совхоза.

## Население
Население составляло 612 человек в 2002 году (82 % русские), 548 по переписи 2010 года.